# 郑州市第二中学
郑州市第二中学（简称郑州二中）是位于河南郑州市的一所完全中学，2005年成为省级示范性高中。现有两个校区，总占地面积7.17万平米；校本部（初中部）位于桃源路43号，南校区（高中部）位于政通路97号（与淮南街交叉口向东200米）。

## 简介
学校始建于1941年9月、河南省成立三所战区中学之一的河南战区二中。1958年1月迁至桃源路43号，定名为郑州市第二中学；2005年购置了政通路97号作为南校区。
教职工中特级教师1人、高级教师156人，硕士和在读研究生123人。

## 荣誉
- 全国信息化教学示范学校
- 全国示范文学校园
- 河南省文明学校
- 郑州市普通高中教育教学先进单位
- 郑州市普通初中教育教学先进单位
- 1963年 河南省重点初中
- 1978年 郑州市重点中学
- 2005年 河南省示范性普通高中
- 2018年 教育部第一批教育信息化试点优秀单位
- 2020年 普通高中新课程新教材实施国家级示范校[2]